# El Atolón de Funafuti
El Atolón de Funafuti es una banda de rock argentina, oriunda de la Ciudad de Buenos Aires. Nacida a mediados de 2004, lleva editados cuatro discos

## Historia[1]
El Atolón de Funafuti se formó a mediados del 2004. En diciembre de ese año graban su primer E.P y realizan su primera presentación en vivo en “Planet Music”.
Al año siguiente, mientras se presentaban en los pocos reductos roqueros que se sostenían luego de la tragedia de República Cromañón, comienzan a seleccionar las canciones para su primer CD. Cierran 2005 con más de 20 shows en la ciudad y provincia de Buenos Aires.
En 2006 se presentan en el Club Argentino de Junín; y también como invitados de Las Pastillas del Abuelo abren uno de sus shows en “Auditorio Sur” de Temperley. En junio comienzan a grabar su primer CD, que ve la luz en agosto de 2007.
“Pequeños Rostros en Piezas” (2007) se presenta en “El Teatrito” ante 400 personas, con invitados tales como “Bochi” Bozzalla (Las pastillas del abuelo) y “Piraña” Peraita (El soldado).
En el verano de 2008 realizan una gira por la costa Atlántica, con 15 shows en 15 días, entre los cuales se destaca el que hacen en The Roxy (Villa Gesell).
En mayo hacen “El Condado” a sala llena y viajan a Entre Ríos a hacer su primera presentación en la ciudad de Concepción del Uruguay, lugar al cual volverían luego, en más de 8 oportunidades, con gran concurrencia de público.
También visitan diferentes programas de radio, entre los que se destaca “Cheque en Blanco” (Rock & Pop).
En diciembre de 2008, en el anuario de la “Revista Ñ” (Clarín), son elegidos como la más destacada nueva banda por el prestigioso periodista de rock Alfredo Rosso, y despiden el año a sala llena en “Teatro de la antesala”.

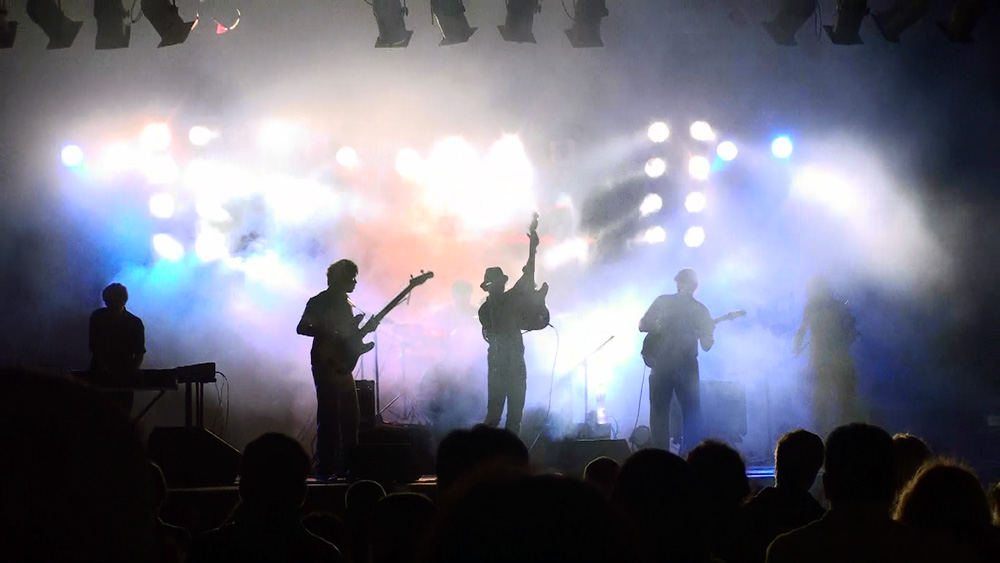
En Villa Gesell (2011).

El 2009 los encuentra tocando en Buenos Aires, Entre Ríos y Chivilcoy, en espacios tales como El Marquee, Makena, Dub Club, Louis Antro, entre otros...
Comienzan también a grabar su segundo CD larga duración, al que darán vida en 2010:
“Con 12 canciones nuevas y una de su primer E.P. -re versionada- “El ritmo del jardín” promete ser uno de los grandes lanzamientos del año 2010. Pretende también remarcar el estilo propio de la banda, y asentar un proyecto que lleva años intentando tocar un nuevo nervio en el sonido del rock.”
Sin dudas 2010 encuentra a la banda y su nuevo material con una gran aceptación por parte de sus fanes y la prensa. Presentan el trabajo en The Roxy Live! ante 400 personas y a lo largo de todo el año recolectan críticas favorables en los principales medios gráficos y radiales (Sí! de Clarín, Revista Rolling Stone, SoyRock, Diario La Razón, Revista Viva, Revista La Nación, Fm Rock&Pop, Fm Mega, entre otros).
En 2011 emprenden la Gira Nacional que ya los llevó a lugares tales como Villa Gesell, Córdoba, Bragado, Bahía Blanca y, en la ciudad de Buenos Aires con un show de dos funciones en The Roxy Live!, remarcan su trabajo con una fuerte puesta escenográfica de sonido y luces.

## Formación actual
- Tino Moroder: Voz Líder y Guitarra
- Mariano Anselmi: Guitarra
- Andres Przybylko: Contrabajo
- Lucas Herrera: Órgano Hammond, Piano Rhodes
- Juan Corrao: Batería

- Ezequiel Colqui, Silvana Schinnoca, Claudia Gotlib y Eugenia Sansó en coros

## Discografía

### El Atolón de Funafuti
El debut. Un DEMO editado pocos meses después de formada la banda en el año 2004.
Incluyó algunas canciones que luego formarían parte de sus discos.

### Pequeños Rostros en Piezas
"En 2007 la banda edita su 1.er disco y comienza presentándolo en Junín junto a las Morochas, y en Auditorio Sur junto a Las Pastillas del Abuelo ante 2000 personas."

### El ritmo del Jardín
Segundo trabajo discográfico.
Pablo Andisco para la revista El Bondi dijo: "Con letras personales y cinematográficas que acompañan canciones directas y prolijas, El Atolón de Funafuti marca el ritmo de su propio jardín."

### Palingenesia
Tercer Disco año 2013

### Solitud
Cuarto disco año 2018